# 伝習録
『伝習録』（でんしゅうろく、中国語: 傳習錄）は、中国の明の時代に、王陽明が起こした儒学の教え・陽明学の入門書。

## 概要

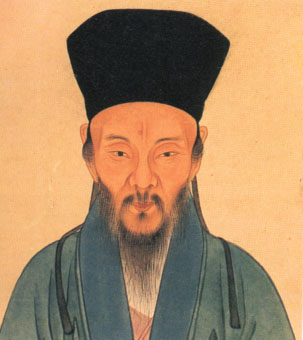
王陽明

陽明自身には、自ら著した書物がほとんどなく、本書は、弟子たちが王陽明の手紙や言行などをまとめた3巻で構成される。

## 日本での影響
日本には、1614年に紹介され、大塩平八郎、西郷隆盛、植木枝盛が傾倒し、日本思想史においても多大な影響を与えた。注釈・訳注書が多数ある。
江戸時代を通じ、各地の儒学塾で講義された。豊後日田広瀬淡窓の咸宜園では、朱子学の『近思録』とともに、学業最後のテキストに用いられた。

## 日本語版文献
- 近藤康信訳著 『伝習録　新釈漢文大系13』 明治書院、初版1961年
  - 『伝習録　新書漢文大系22』 鍋島亜朱華編、明治書院、2003年 - 主要部を抜粋。新書判
- 山田準/鈴木直治編訳 『傳習録』 岩波文庫、初版1936年、復刊1996年ほか[1]
  - 山田準 訳著 『伝習録講話』 明徳出版社、新版2001年
- 溝口雄三訳『伝習録』 中央公論新社<中公クラシックス>、2005年[2] - 現代語訳のみ
- 吉田公平 『王陽明「伝習録」を読む』 講談社学術文庫、2013年
  - 吉田公平編訳・解説 『伝習録』 ＜鑑賞中国の古典10＞角川書店、1988年
- 吉田公平 『伝習録 「陽明学」の真髄』 たちばな出版<タチバナ教養文庫>、1995年
  - 吉田公平編訳 『伝習録 「陽明学」の真髄』 ＜中国の古典＞講談社、1988年
- 安岡正篤訳著 『傳習録』 明徳出版社<中国古典新書>、1978年。重版多数
- 『語録　王陽明全集第一巻』 明徳出版社、1983年、修訂版1991年。詳細な訳注
- 『王陽明全集抄評釈』 岡田武彦全集<6・7巻> 明徳出版社、2006年。詳細な研究
- 中田勝 『王陽明　徐愛 「伝習録集評」』 鈴木利定閲、明徳出版社、2016年